# 谭鑫培故居
谭鑫培故居，位于北京市西城区大外廊营胡同1号及1号旁门，是京剧老生演员谭鑫培的故居。

## 简介
谭鑫培故居的范围东西40米，南北21米，平面呈不规则矩形。故居坐西朝东，原大门前有一块写有“英秀堂”三字的木牌，字体清秀，据说是谭鑫培的好友李毓如题写。故居为三进院落，房屋共43间半。
第一进院落由大门（已拆）、正北房及配房组成。如今三半间北房保存较好，原是存放戏装和刀枪把子的房屋。
第二进院落是套完整的四合院。北房面阔三间，旁跨半间，院内露明一间，进深五檩前出廊，硬山顶，灯笼框装 修，是谭鑫培夫妇的居所。正厅中央墙上挂有一幅“三羊（阳）开泰”图，是清朝一位王爷赠送，下设一堂紫檀家具，包括八仙桌、太师椅、条案、立柜、花架等等，墙上挂有张大千、徐悲鸿、那桐、载涛等人的书画。京剧名家陈德霖、王瑶卿、杨小楼、王凤卿都常来此和谭鑫培切磋剧艺，或一起去宣武门外柿子店斗蛐蛐。当时谭鑫培家里有蛐蛐罐数十件，都是陶瓷名家赵子玉用澄浆泥制做，多为清朝王公贵族所赠。那时若王府邀请，谭鑫培有时会携蛐蛐前往。南房三间，与北房形制相同，正厅作为佛堂，东里间作为祠堂，西里间用来存放杂物。房后有榕树、枣树各一株。东西配房各两间，进深各为三檩，西屋供保姆居住。
第三进院落由南北房及两座二层楼组成。北房三间，砖木结构，硬山顶，合瓦屋面，封护檐，是谭鑫培之孙谭富英夫妇的居所，堂屋内有口大鱼缸养着各种金鱼，条桌上摆有古代官窑烧制的各式瓷器。南屋与北屋形制相同，是谭鑫培之重孙谭元寿夫妇的居所。南北屋之间的空地上铺有一块紫红地毯，用于练功和说戏。院落最西端，两旁建有两座二层楼，两楼之间有游廊连接，和楼前敞廊连为一体，都是平顶。南楼进深大于北楼，两卷勾连搭拱卷门窗，山花檐口，木柱檐楣子，铁栅栏杆属洋式风格，门窗的拱心和拱角饰有中国传统砖雕。这两座楼房是谭鑫培在民国元年（1912年）所建，因谭家对门是座两层楼的顺天医院，院长董紫鹤（影星蓝马之父）。谭鑫培听信风水先生之言，在家中后院建起这两座楼，以对抗医院的风水。后来谭富英结婚，新房便设在楼上，婚礼也在此举行。
谭鑫培逝世后，其子谭小培迁进谭鑫培原先居住的北房。谭家从谭鑫培开始，谭小培、谭富英、谭元寿、谭孝曾共五代在此居住。文革爆发后，谭家被红卫兵抄家，字画被焚毁，蛐蛐罐虽质地坚硬难以被砸碎但也不知去向。1968年，在此居住130年的谭家被迫迁出这座老宅，墙外的枣树和榕树先后枯死。后来此宅成为大杂院。
2009年7月，宣武区人民政府将“谭鑫培故居”公布为北京市宣武区文物保护单位，2009年11月宣武区文化委员会立北京市宣武区文物保护单位碑。
2017年1月至2月，北京市西城区人民政府对谭鑫培故居办理征收手续。计划迁走全部居民，将谭鑫培故居修缮后建成京剧文化博物馆，分为文物本体部分和博物馆配套部分。